# Ліжко-скриня
Ліжко-скриня (англ. box-bed), закрите ліжко (фр. lit-clos) — ліжко, розміщене всередині меблів, що нагадує шафу. Може бути наполовину відкритим або закритим. Форма ліжка виникла в Західній Європі в пізньому Середньовіччі.
Ліжко-скриня закрите з усіх боків обшивкою з дерева. Вхід міг закриватись фіранками чи дерев'яними дверима.
Ліжко будувалось із короткими ніжками, щоб уникати забруднення від брудної підлоги.
Попереду ліжка-скрині часто стояв великий дубовий ящик такої ж довжини. Це було завжди «почесне місце», яке також слугувало сходинкою до ліжка. Ящик також використовували для зберігання одягу, нижньої білизни та постільної білизни.

## Ліжко-скриня в Бретані (Франція)
Ліжко-скриня в Бретані (Франція) — традиційне меблювання. У будинках із однією кімнатою ліжка допускали певну приватність і сприяли збереженню тепла впродовж зими.
Деякі ліжка-скрині будувались одне над іншим. У таких випадках молодь спала зверху. Ліжка-скрині були головним меблюванням сільських будинків у Бретані до XX століття. Часто декоровані та вирізьблені, вони були предметом гордості власників.
Ліжка-скрині мали довжину 1,6 м — 1,7 м, достатньо довгі для людей цього регіону, які мали дещо низький зріст. А також через те, що вони переважно спали в сидячому положенні, спираючись на 3-4 подушки. Не спати лежачи було традиційним для Середньовіччя, оскільки це положення асоціювали зі смертю.
Ліжка-скрині також використовували для захисту людей від тварин (свиней, курей), які також жили в будинку, чи навіть від вовків, які могли зайти в будинок і схопити немовлят.
Пізніше, в XIX та XX століттях, через моду і високу ціну виготовлення люди відмовились від ліжок-скринь.

## Ліжка-скрині в Нідерландах

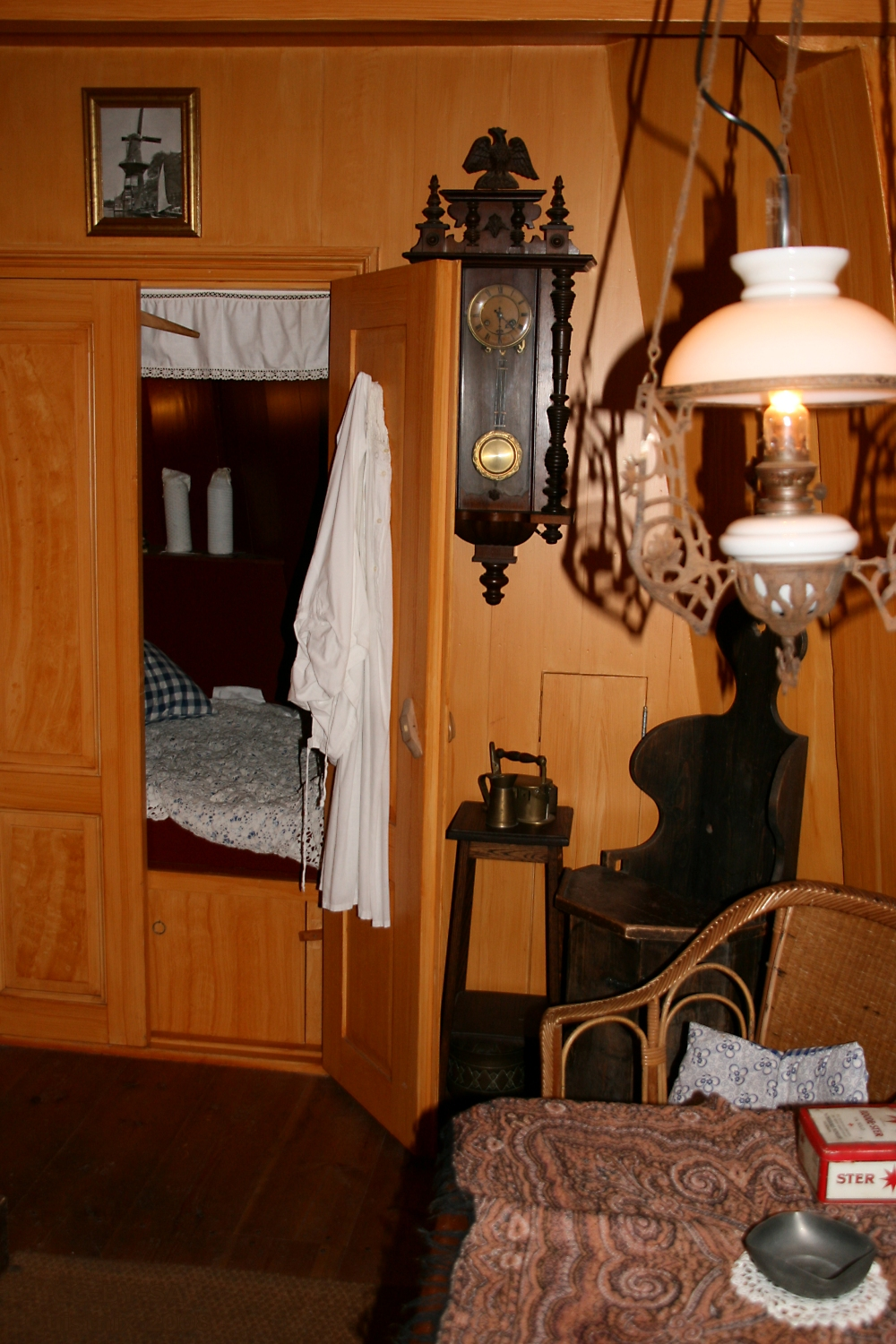
Нідерладське ліжко bedstede

В Нідерландах ліжка-скрині (нід. bedstede) широко використовувались до XIX століття, особливо у фермерських будинках у сільській місцевості. Ліжка-скрині закривались фіранками чи дверима.
Однією із переваг ліжка-скрині було те, що їх вбудовували в житловій кімнаті і закривали протягом дня, що усувало необхідність будувати окрему спальню. Іншою перевагою було те, що впродовж зими невеликий об'єм ліжка-скрині нагрівався від тілесного тепла. Це дозволяло вночі не топити піч. Двері такого ліжка не закривали повністю, а залишали невеликий проміжок.
У XVI—XVII століттях ліжка-скрині були значно менші. Положення лежачи асоціювалось зі смертю, тому було прийнято спати напівсидячи. Такі ліжка-скрині вміщали двох людей, а внизу їх часто була шухляда (нід. rolkoetsen), яка висовувалась і забезпечувала ліжка для дітей.